# 八里坪遗址
八里坪遗址，位于山西省晋城市沁水县城东35公里郑庄镇八里村东北台地八里坪，是中华人民共和国山西省文物保护单位之一。
1986年8月18日，授予山西省文物保护单位，是一座古遗址。